# Poupie
Poupie, née le 2 mai 1998 à Tours, est une autrice-compositrice-interprète française.
Après un EP de 6 chansons sorti le 15 novembre 2019, ainsi qu’un autre « feu » de 6 chansons sorti le 22 octobre 2020, elle publie son premier album en 2021, Enfant roi,,.

## Biographie
Poupie est l'aînée d'une famille de 7 enfants. Née à Tours, elle vit durant 8 années à Lyon où elle découvre la musique. Elle y a la chance, à l’âge de 15 ans, de pouvoir chanter avec Brian Bruce, chanteur à l'Opéra de Lyon. Elle décide ensuite de participer à la saison 3 de Factor X en 2018, la version espagnole de l'émission britannique The X Factor, et termine à la cinquième place.  
Elle est diplômée en Business Management et décide de partir l’année suivante en Angleterre. 
Après avoir participé à la saison 8 du télé-crochet The Voice, Poupie sort son premier single, clippé, en 2019,. 
En 2021, elle sort son premier album Enfant Roi,.

## Discographie

### Singles
- 2019 : Ne m'invite pas
- 2019 : Plus de temps
- 2019 : Naïf
- 2020 : Feu
- 2020 : Feux feat. Jul
- 2021 : Comme les autres
- 2021 : Thelma et Louise
- 2021 : Filage et faits
- 2021 : Mucha Labia
- 2022 : Hors Piste
- 2022 : Il était une pieuvre feat. Philippe Katerine & Arielle Dombasle